# Marian Kowalewski (1895–1940)
Marian Kowalewski (ur. 15 maja 1895 w Suboczy na Litwie, zm. 9–11 kwietnia 1940 w Katyniu) – major lekarz Wojska Polskiego, działacz niepodległościowy, ofiara zbrodni katyńskiej.

## Życiorys
Syn Kazimierza i Konstancji z Załęskich. Absolwent Wydziału Medycznego Uniwersytetu Warszawskiego (1923). Członek POW w Kijowie. Uczestnik wojny 1920 jako lekarz 108 szpitala polowego w 12 pułku artylerii polowej.
W okresie międzywojennym pozostał w wojsku. W 1923 jako oficer nadetatowy V Batalionu Sanitarnego w stopniu kapitana lekarza (starszeństwo z dniem 1 czerwca 1919 i 13 lokatą w korpusie oficerów sanitarnych zawodowych – lekarzy) służył w 75 pułku piechoty jako starszy lekarz pułku. W 1923 awansował do stopnia majora lekarza (starszeństwo z dniem 1 lipca 1923). Naczelny lekarz 69 pułku piechoty. W latach 1925–1928 w 3 Szpitalu Okręgowym. W 1930 w stopniu majora przeniesiony w stan spoczynku. W 1934, jako oficer stanu spoczynku pozostawał w ewidencji Powiatowej Komendy Uzupełnień Grodno i posiadał przydział do Kadry Zapasowej 3 Szpitala Okręgowego w Grodnie. Pracował w szpitalu ss. elżbietanek w Warszawie.
W sierpniu 1939 został zmobilizowany. W kampanii wrześniowej wzięty do niewoli radzieckiej. Początkowo był jeńcem obozu kozielszczańskiego (stan na 29 września 1939). 2 listopada 1939 wysłany do obozu w Kozielsku, dokąd dotarł 4 listopada 1939. Według stanu na grudzień 1939 był jeńcem obozu w Kozielsku. Między 7 a 9 kwietnia 1940 przekazany do dyspozycji naczelnika smoleńskiego obwodu NKWD – lista wywózkowa 017/3, poz. 40, nr akt 3446 z kwietnia 1940. Został zamordowany między 9 a 11 kwietnia 1940 przez NKWD w lesie katyńskim. Zidentyfikowany podczas ekshumacji prowadzonej przez Niemców w 1943, zapis w dzienniku ekshumacji pod datą 5.05.1943. Przy szczątkach znaleziono zaświadczenie z datą 29.09.1939 Kozielsk (w spisie AM błędnie wpisano Kozielsk, lista PCK podaje prawidłową nazwę na zaświadczeniu Kozielszczyna), świadectwo szczepień obozowych nr 2930, rzeźbioną cygarniczkę z napisem „Kozielsk”. Figuruje na liście AM-193/194–1027 i liście Komisji Technicznej PCK pod numerem: GARF-31-01027. W spisie PCK zapisano błędnie nazwisko jako Kowalwski. Nazwisko Kowalewskiego znajduje się na liście ofiar (pod nr 0954) opublikowanej w Gońcu Krakowskim nr 114 i w Nowym Kurierze Warszawskim nr 119 oraz w Nowinach pod nr 1027 z 1943. Krewni do 1958 poszukiwali informacji przez Biuro Informacji i Badań Polskiego Czerwonego Krzyża w Warszawie. W Archiwum Robla (pakiet 04040–05) znajdują się dwa notatniki znalezione przy szczątkach mjr. Stanisława Czarlińskiego, w jednym z nich w spisie nazwisk „41 dziesiątek (11 oficerów, wśród których 9 to lekarze)” figuruje nazwisko Kowalewskiego.
Pochowany na Polskim Cmentarzu Wojennym w Katyniu (Nr tabliczki epitafijnej: 1738).

Był żonaty z Leokadią z Kuroniów.
5 października 2007 minister obrony narodowej Aleksander Szczygło mianował go pośmiertnie na stopień podpułkownika. Awans został ogłoszony 9 listopada 2007, w Warszawie, w trakcie uroczystości „Katyń Pamiętamy – Uczcijmy Pamięć Bohaterów”.

## Ordery i odznaczenia
- Krzyż Niepodległości – 28 grudnia 1933 „za pracę w dziele odzyskania niepodległości”[13] zamiast uprzednio nadanego Medalu Niepodległości[14]
- Krzyż Walecznych trzykrotnie
- Krzyż Kampanii Wrześniowej – pośmiertnie 1 stycznia 1986[15]